# エリス・バーミンガム (ブランドン女伯爵)

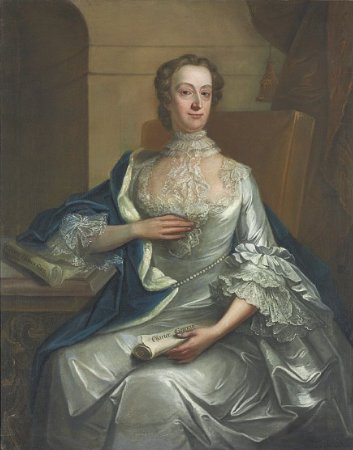
フィリップ・ハッシーによる肖像画

ブランドン女伯爵エリス・バーミンガム（英語: Ellis Bermingham, Countess of Brandon、旧姓エイガー（Agar）、1708年ごろ – 1789年3月11日）は、一代貴族。

## 生涯
ジェームズ・エイガー（1672年 – 1733年、アイルランド庶民院議員）とメアリー・ウィームズ（Mary Wemyss、サー・ヘンリー・ウィームズの娘）の娘として、1708年ごろに生まれた。
1726年3月、第7代メイヨー子爵セオバルド・バーク（1705年ごろ – 1741年1月7日）と結婚した。
1745年8月17日、第14代アセンリー男爵フランシス・バーミンガム（1749年3月4日没）と再婚した。
1758年9月15日、アイルランド貴族の一代貴族であるキルケニー県におけるブランドン女伯爵に叙された。爵位名はキルケニー県のブランドン山に由来する。
1789年3月11日、ダブリンのメリオン・スクエアで死去した。

## 関連図書
- Urban, Sylvanus (March 1789). "Obituary of considerable Persons; with Biographical Anecdotes". The Gentleman's Magazine (英語). Vol. 65. London: John Nichols. p. 280.